# Fiodor Akimow
Fiodor Jakowlewicz Akimow, ros. Фёдор Яковлевич Акимов (ur. 31 stycznia?/13 lutego 1909 w chutorze Wiertiaczij (obwód wołgogradzki), zm. 22 września 1966 w Baku) – Rosjanin, radziecki wojskowy, kontradmirał (3 listopada 1951),  Bohater Związku Radzieckiego; Białorusin.

## Życiorys
W Marynarce Wojennej od 1931; członek KPZR od 1932. Absolwent Szkoły Marynarki Wojennej im. Frunzego (lipiec 1931 – czerwiec 1934), z wyróżnieniem - Akademii Marynarki Wojennej im. Woroszyłowa (październik 1945 – listopad 1948) i fakultet marynarki wojennej tejże akademii (grudzień 1954 – październik 1956) .
Brał udział w wojnie radziecko-japońskiej. Był komendantem Kaspijskiej Wyższej Szkoły Marynarki Wojennej im. S. M. Kirowa.

## Odznaczenia
- Order Lenina (1955);
- Order Czerwonego Sztandaru (1951);
- 2 razy Order Czerwonej Gwiazdy (1945, 1946);
- medale, broń osobista z dedykacją (1959)[1] .